# 青场镇
青场镇，是中华人民共和国贵州省毕节市七星关区下辖的一个乡镇级行政单位。

## 行政区划
青场镇下辖以下地区：
青场村、海寨坝村、新沟村、木山村、鲍家村、渔洞冲村、粮都村、火冲村、青坝村、初都河村、青松村、上寨村和大山村。